# Atelognathus reverberii
Atelognathus reverberii är en groddjursart som först beskrevs av José Miguel Cei 1969.  Atelognathus reverberii ingår i släktet Atelognathus och familjen Ceratophryidae. IUCN kategoriserar arten globalt som starkt hotad. Inga underarter finns listade.